# Орловское наместничество
Орловское наместничество — административно-территориальная единица Российской империи, существовавшая в 1778—1796 годах. Административным центром являлся город Орёл.

## История
28 февраля 1778 года было издан указ Екатерины II «Об учреждении Орловской губернии», в котором говорилось:
«...Повелеваем нашему генералу князю Репнину оную губернию, не упуская времени объехать и по данному от нас примерному расписанию оной на 12 уездов на месте удобность их освидетельствовать, и как о сем, так и какие вновь города для приписания к ним уездов назначить нужно будет, нам самолично представить»
Орловское наместничество было образовано 5 сентября  1778 года из Орловской и большей части Севской провинций (включая город Севск), относившихся ранее к Белгородской губернии, а также Ливенского и Елецкого уездов, переданных из Воронежской губернии. 
12 декабря 1796 года в результате реформы Павла I были ликвидированы генерал-губернаторства и принято разделение страны на губернии. Вместо Орловского наместничества принято наименование Орловская губерния.

## Административное деление
Орловское наместничество делилось на 13 уездов:
- Болховский уезд — центр Болхов
- Брянский — центр Брянск
- Дешкинский — центр Дешкин
- Елецкий — центр Елец
- Карачевский — центр Карачев
- Кромский — центр Кромы
- Ливенский — центр Ливны
- Луганский — центр Лугань
- Малоархангельский — центр Малоархангельск
- Мценский — центр Мценск
- Орловский — центр Орёл
- Севский — центр Севск
- Трубчевский — центр Трубчевск

В 1782 году Луганский уезд был переименован в Дмитровский, а его центр перенесён из Лугани в Дмитровск.

## Руководители наместничества

### Генерал-губернаторы
Высшая политическая власть в Орловском наместничестве осуществлялась генерал-губернаторами. Начиная с 1781 года Орловское и Курское наместничества управлялись одним генерал-губернатором.
| № | Годы      | генерал-губернатор                   | Примечание                                                                                             |
| - | --------- | ------------------------------------ | --- |
| 1 | 1778—1781 | Николай Васильевич Репнин            | Одновременно являлся генерал-губернатором Смоленского наместничества и (до 1779) Белгородской губернии |
| 2 | 1781—1783 | Александр Александрович Прозоровский | Одновременно являлся генерал-губернатором Курского наместничества                                      |
| 3 | 1783—1786 | Франц Николаевич Кличка              | Одновременно являлся генерал-губернатором Курского наместничества                                      |
| 4 | 1786—1789 | Антон Богданович де Бальмен          | Одновременно являлся генерал-губернатором Курского наместничества                                      |
| 5 | 1789—1796 | Александр Андреевич Беклешов         | Одновременно являлся генерал-губернатором Курского наместничества                                      |

### Правители наместничества
Хозяйственными делами в Орловском наместничестве ведали «правители наместничества» (наместники):
| № | Годы                  | наместник                          | Примечание |
| - | --------------------- | ---------------------------------- | ---------- |
| 1 | 1778—14.02.1782       | Авраам Степанович Лопухин          |            |
| 2 | 14.02.1782—06.03.1792 | Семён Александрович Неплюев        |            |
| 3 | 06.03.1793—07.04.1794 | Сергей Афанасьевич Брянчанинов     |            |
| 4 | 07.04.1794—30.01.1797 | Александр Петрович Квашнин-Самарин |            |